# Haina (Nessetal)
Haina ist ein Ortsteil der Landgemeinde Nessetal im thüringischen Landkreis Gotha.

## Geographie

### Berge
Die Landschaft um Haina wird im Westen vom Durchbruchstal der Nesse geprägt, hier erscheint das Hintere Hainaer Holz wie ein Berg aus der Umgebung hervorzusteigen, die höchste Erhebung befindet sich am Rand des Flugplatzgeländes Kindel (325 m ü. NN).

### Flüsse
Haina befindet sich im mittleren Talabschnitt der Nesse, in diesen Fluss münden der Kirchbach, und der Bieberbach mit dem Zufluss Weidenbach.

### Nachbargemeinden
Die Nachbargemeinden von Haina waren die Gemeinde Hörselberg-Hainich im Wartburgkreis mit ihren Ortsteilen Wenigenlupnitz, Wolfsbehringen und Behringen im Westen und Norden, die Gemeinde Friedrichswerth im Osten und die Ortsteile Weingarten und Ebenheim (beide Gemeinde Hörsel) im Süden.

## Geschichte

### Frühgeschichte
Ein bereits in ur- und frühgeschichtlicher Zeit bedeutsamer Verkehrsweg führt aus dem Thüringer Becken an Haina vorbei in das Werratal. Zur Kontrolle dieser Heer- und Handelsstraße entstanden wahrscheinlich seit dem Frühmittelalter bei Haina die Wallburgen Schlösschen im Hinteren Hainaer Holz als Sperre des westlichen Zugangs und die Hainaer Burg am Ortsrand des heutigen Dorfes als Sperre des östlichen Zugangs. Innerhalb der Ortslage befanden sich weitere Befestigungsanlagen, die die hohe Bedeutung des Ortes Haina im Mittelalter unterstreichen. Wichtige Fundstücke aus mehreren Ausgrabungen sind im Museum für Regionalgeschichte in Gotha ausgestellt.

### Ersterwähnung
In einer Schenkungsurkunde vom 18. Mai 874 wird Hago nebst anderen 116 Orten in Thüringen als dem Stift Fulda zehntpflichtig erwähnt. Erzbischof Liubert zu Mainz als auch der Abt Sigehard zu Fulda machten das Recht der Zehnterhebung für sich geltend. Den Streit darüber entschied König Ludwig der Deutsche (840–876) am Hofe zu Ingelheim zu Gunsten der Abtei Fulda.

### Mittelalter
Haina war ein Hauptort der Mark Lupnitz. Mehrfach rasteten in dem Hainaer Verwaltungshof – einer pfalzähnlichen Straßenstation – bedeutende Persönlichkeiten des Reiches auf der Durchreise. 1273 wurde erstmals der Markt erwähnt. Ab 1321 gehörte Haina zum Besitz der Herren von Wangenheim.
Im Ort besteht noch bis heute der Zollhof. Dort musste früher der Zoll bei Passieren der Straße in die Gemeinde Behringen gezahlt werden. Auch das Fenster, durch das der Zoll gereicht werden musste, existiert heute noch. Es ist als Andenken mit Glassteinen geschlossen worden. Der Zollhof wird seit 1699 von der Familie Allmrodt bewohnt.

### Neuzeit
Ab 1640 gehörte Haina als Teil des Wangenheimschen Gerichts zum Herzogtum Sachsen-Gotha, ab 1672 zu Sachsen-Gotha-Altenburg. 1743 gelangte der Ort an die Herren von Uechtritz (Fugaische Linie). Haina gehörte ab 1826 zum Herzogtum Sachsen-Coburg und Gotha und ab 1920 zum Land Thüringen.
Am 1. Januar 2019 wurden die zuvor selbständigen Gemeinden Haina, Ballstädt, Bufleben, Friedrichswerth, Goldbach, Hochheim, Remstädt, Wangenheim, Warza und Westhausen zur Landgemeinde Nessetal zusammengeschlossen. Goldbach war Mitglied der Verwaltungsgemeinschaft Mittleres Nessetal.

### Einwohnerentwicklung
Entwicklung der Einwohnerzahl (31. Dezember):
| - 1994 – 454 - 1995 – 511 - 1996 – 554 - 1997 – 539 - 1998 – 554 - 1999 – 545 | - 2000 – 554 - 2001 – 532 - 2002 – 534 - 2003 – 518 - 2004 – 529 - 2005 – 510 | - 2006 – 510 - 2007 – 510 - 2008 – 510 - 2009 – 506 - 2010 – 487 - 2011 – 504 | - 2012 – 480 - 2013 – 477 - 2014 – 492 - 2015 – 492 - 2016 – 482 - 2017 – 468 |

Datenquelle: Thüringer Landesamt für Statistik

## Wirtschaft und Infrastruktur

### Verkehr

#### Straßenverkehr
Haina ist über die Landstraße 1029 an das Verkehrsnetz angeschlossen. Ein unbefestigter Verbindungsweg besteht nach Behringen, über den man auch auf den Nessetal-Radweg gelang.

#### Schienenverkehr
Der nächstgelegene Haltepunkt im Schienennetz ist Mechterstädt. Durch die Gemarkung verlief bis 2007 das 1954 errichtete Anschlussgleis von der Nessetalbahn zum ehemaligen Truppenübungsplatz Kindel.

#### Luftverkehr
Im westlichen Teil der Gemarkung befindet sich der Flugplatz Eisenach-Kindel.

#### Personennahverkehr
Die Buslinie 820 der Regionalen Verkehrsgemeinschaft Gotha verbindet Haina werktags mit Gotha. Der nächste Bahnhof ist Mechterstädt an der Thüringer Bahn, etwa sieben Kilometer südlich von Haina.

### Wasser und Abwasser
Die Wasserver- und Abwasserentsorgung wird durch den Wasser- und Abwasserzweckverband Mittleres Nessetal sichergestellt.

## Persönlichkeiten
- Justus Friedrich Zachariae (* 1. Dezember 1704 in Haina; † 8. März 1773 in Kiel), Schriftsteller[6]
- Ernst Standhardt (* 25. August 1888 in Haina; † 25. August 1967 Estancia Fitz Roy in Argentinien), Bergsteiger und Landschaftsfotograf, nach dem der zu den argentinischen Anden gehörige 2739 m hohe Cerro Standhardt benannt wurde

## Sehenswürdigkeiten

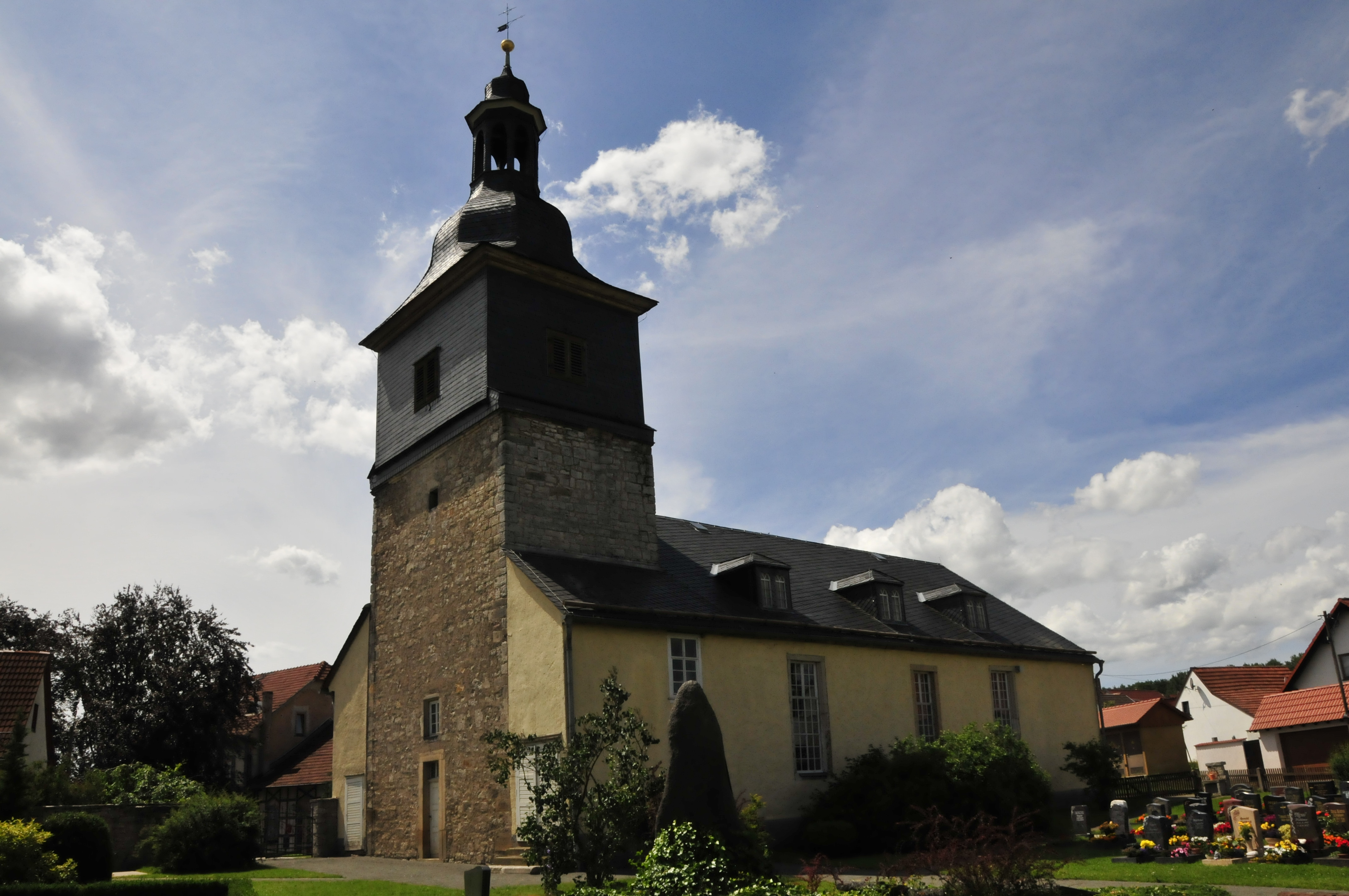
St. Johannes (Haina)
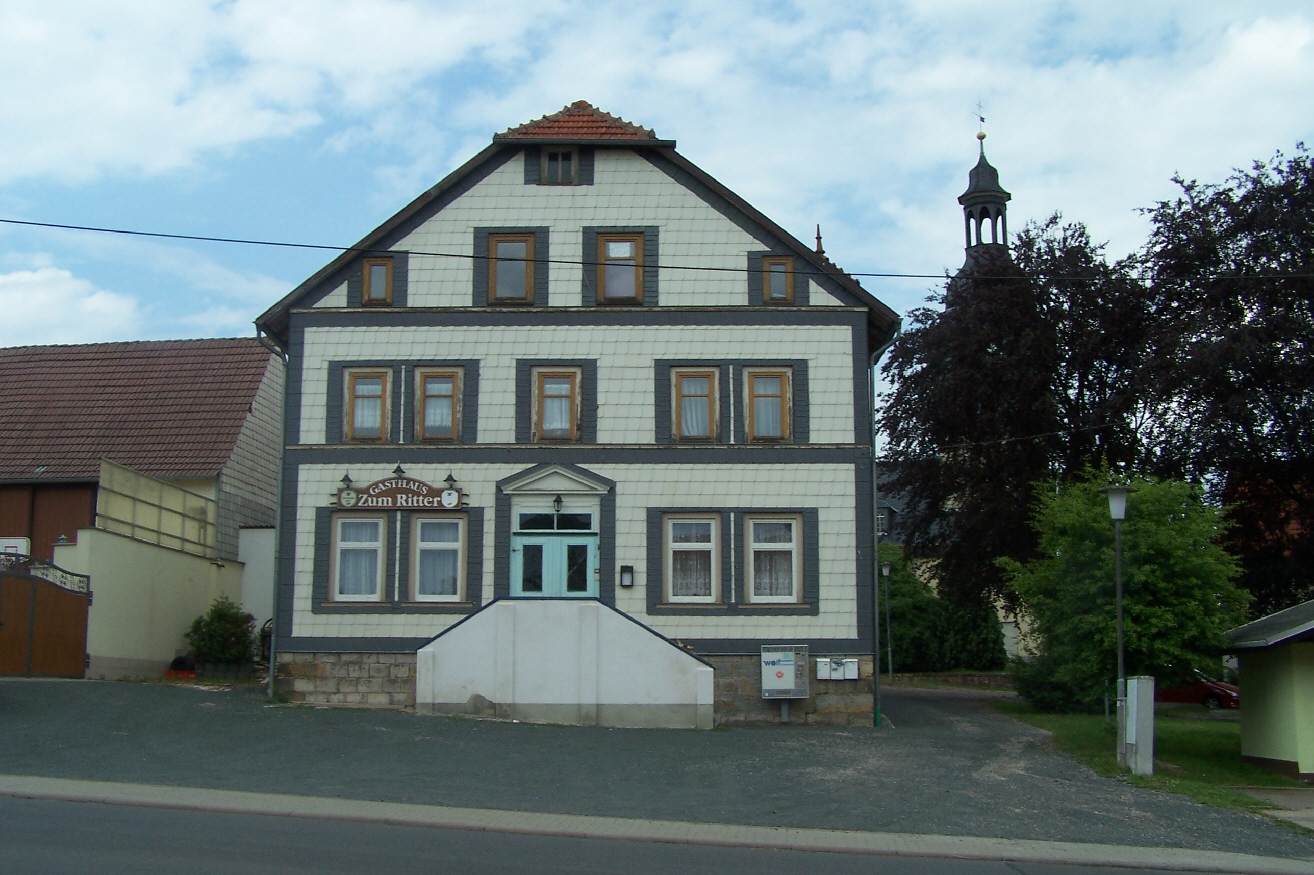
Wirtshaus Zum Ritter
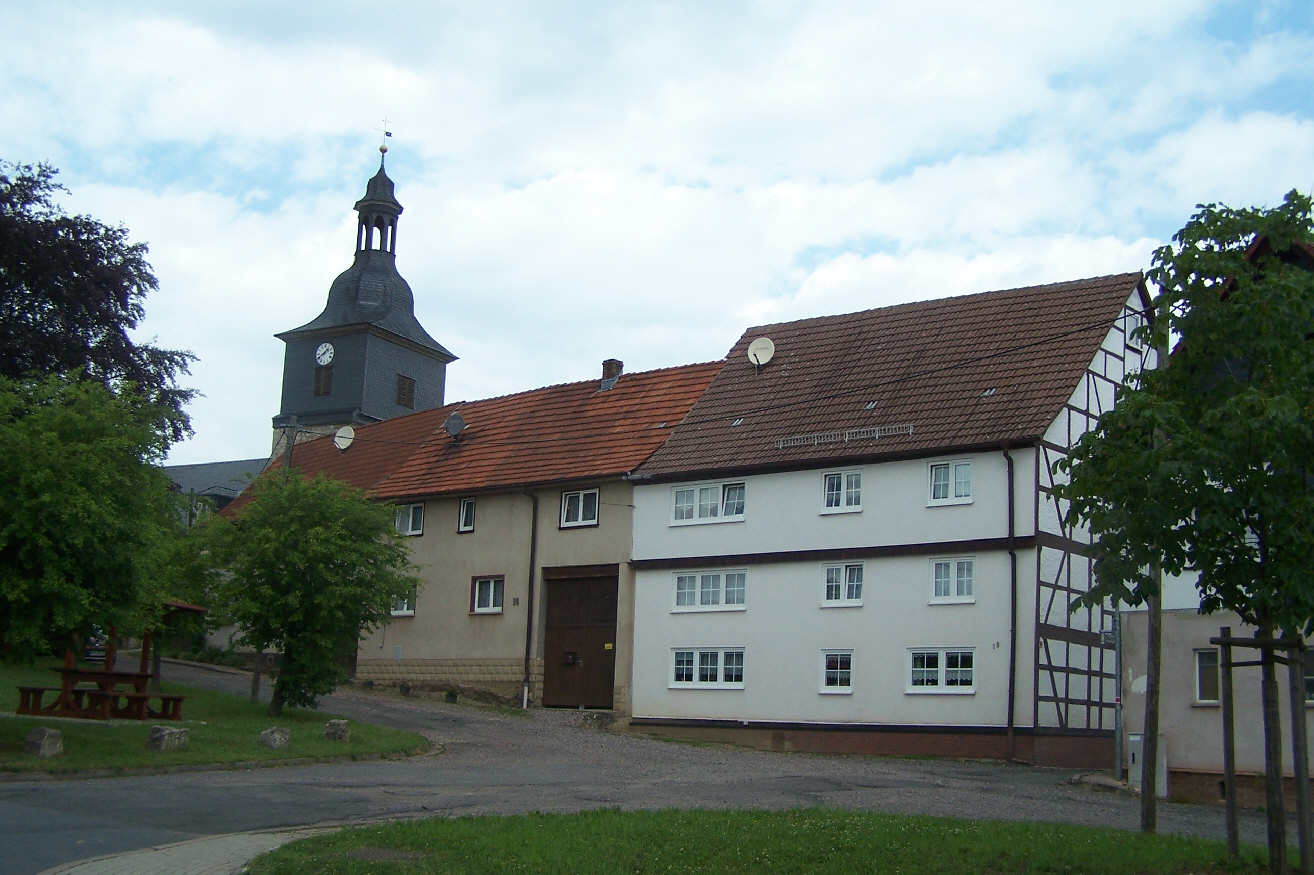
Am Dorfplatz
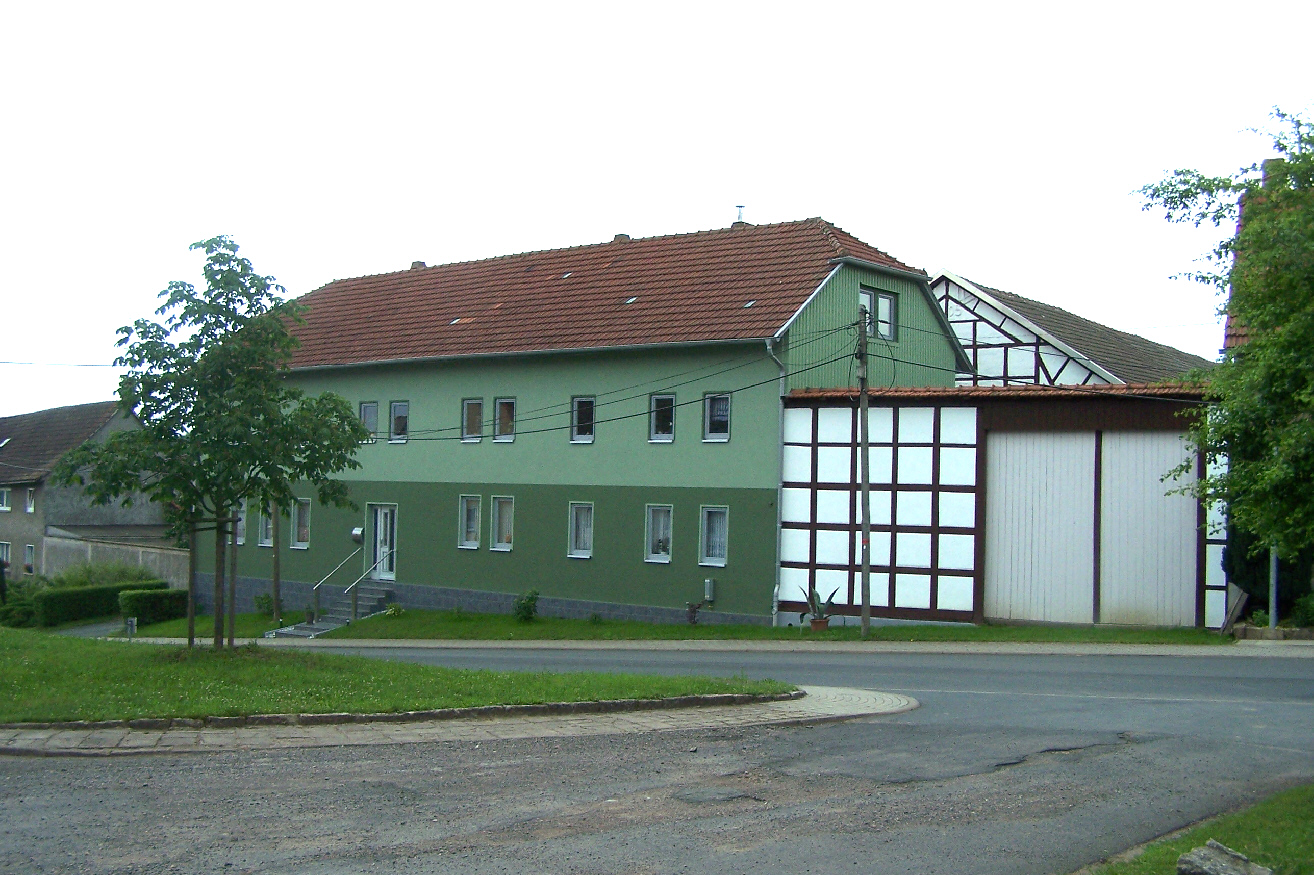
In der Ortslage
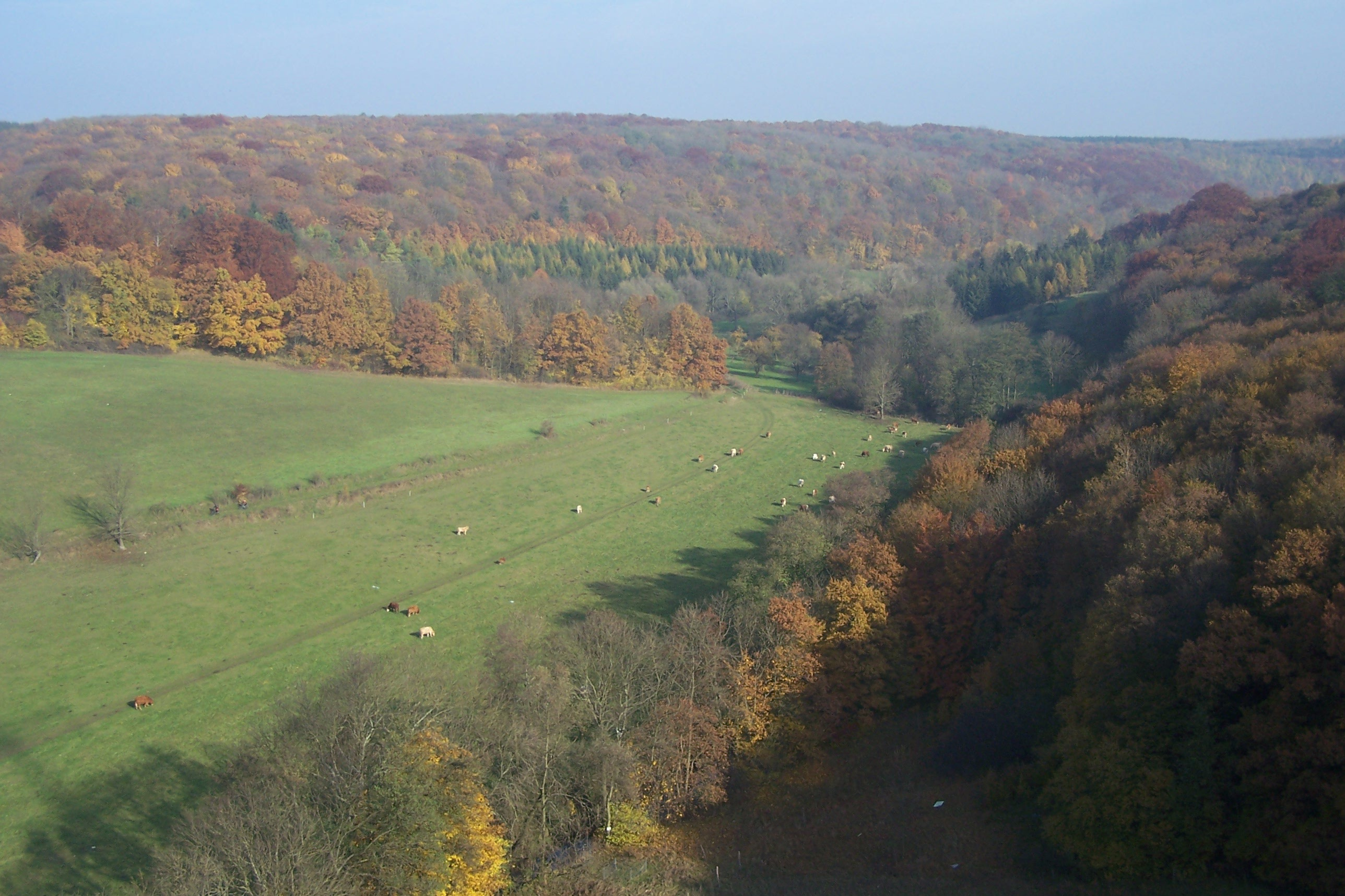
Das Hainaer Holz
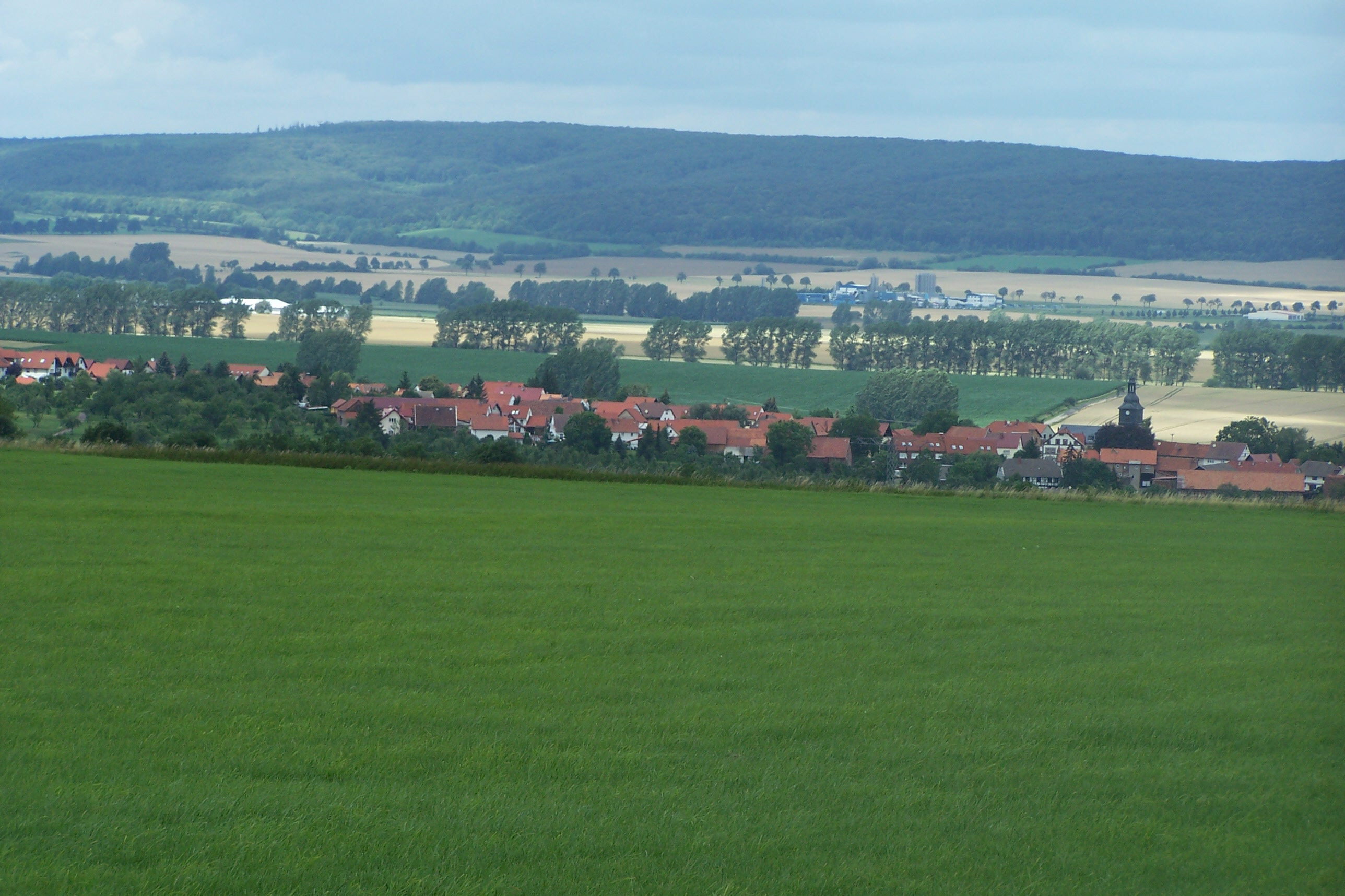
Ortsansicht von Süden